# Libuše Řídelová
Libuše Řídelová (1. března 1922, Kročehlavy – 6. února 2009, Litoměřice) byla československá herečka a pedagožka.

## Životopis
Libuše Řídelová se do Teplic přistěhovala s rodinou roku 1926. Její otec působil jako náměstek přednosty na železničním nádraží, které v r. 1938 místo nemocného německého přednosty vedl. Po obsazení pohraničí se rodina přestěhovala do Hradce Králové, kde otec opět pracoval jako přednosta, tehdy nové, železniční stanice. Po válce se ještě jednou přestěhovali a to do Liberce, kde její otec opět přednostoval nádraží.
Rok působila v libereckém divadle a od r. 1946 v teplické činohře až do jejího zrušení v roce 1958. Dále působila čtyři roky v mosteckém divadle a v letech 1962–1986 v divadle v Karlových Varech.
Jedenáct let působila jako pedagog na teplické konzervatoři.
Zemřela 6. února 2009 v Hospici svatého Štěpána v Litoměřicích. Poslední rozloučení se konalo ve strašnickém krematoriu. Byla to herečka.

## Filmografie
- 1959 Mstitel
- 1962 Objev na Střapaté hůrce
- 1974 Za volantem nepřítel

## Divadelní inscenace 1963–1987
| Název divadelní hry                 | Divadlo                              | Premiéra   | Role                                                |
| ----------------------------------- | ------------------------------------ | ---------- | --------------------------------------------------- |
| Kočičí hra                          | Divadlo pracujících Most 58-90       | 25.9.1987  | Gizela                                              |
| Kočičí hra                          | Divadlo V.Nezvala Karlovy Vary 58-98 | 8.9.1984   | Gizela                                              |
| Kočka na rozpálené plechové střeše  | Divadlo V.Nezvala Karlovy Vary 58-98 | 25.10.1983 | Matka                                               |
| Půlnoční vlak                       | Divadlo V.Nezvala Karlovy Vary 58-98 | 3.9.1983   | Slečna Bourneová                                    |
| Velbloud uchem jehly                | Divadlo V.Nezvala Karlovy Vary 58-98 | 5.3.1983   | Peštová                                             |
| Můj strýček kauboj aneb Rodeo       | Divadlo V.Nezvala Karlovy Vary 58-98 | 11.12.1982 | Magda Matoušková                                    |
| Naši furianti                       | Divadlo V.Nezvala Karlovy Vary 58-98 | 30.4.1982  | Marie Dubská                                        |
| Bláznivá vůně čerstvého sena        | Divadlo V.Nezvala Karlovy Vary 58-98 | 24.10.1981 | Matka Roloffová                                     |
| Rozmarný duch                       | Divadlo V.Nezvala Karlovy Vary 58-98 | 20.6.1981  | Madam Arcati                                        |
| Sicilská komedie /Liola/            | Divadlo V.Nezvala Karlovy Vary 58-98 | 18.4.1981  | Kmotra Gesa                                         |
| Revizor                             | Divadlo V.Nezvala Karlovy Vary 58-98 | 7.3.1981   | Žena hejtmana                                       |
| Příliš počestná žena                | Divadlo V.Nezvala Karlovy Vary 58-98 | 20.12.1980 | Vilemína                                            |
| Aristokrati                         | Divadlo V.Nezvala Karlovy Vary 58-98 | 8.5.1980   | Matka Sadovského                                    |
| Medea                               | Divadlo V.Nezvala Karlovy Vary 58-98 | 29.3.1980  | Chůva                                               |
| Jak je důležité míti Filipa         | Divadlo V.Nezvala Karlovy Vary 58-98 | 17.11.1979 | Lady Bracknellová                                   |
| Past na myši                        | Divadlo V.Nezvala Karlovy Vary 58-98 | 3.3.1979   | Paní Boylová                                        |
| Žena za zelenými dveřmi             | Divadlo V.Nezvala Karlovy Vary 58-98 | 4.11.1978  | Zejnab, žena Nuriho                                 |
| Maryša                              | Divadlo V.Nezvala Karlovy Vary 58-98 | 16.9.1978  | Lízalka (alternace)                                 |
| Rodinná slavnost                    | Divadlo V.Nezvala Karlovy Vary 58-98 | 25.2.1978  | Zuzana, žena Jánova                                 |
| Staromódní komedie                  | Divadlo V.Nezvala Karlovy Vary 58-98 | 17.12.1977 | Ona                                                 |
| Elektra                             | Divadlo V.Nezvala Karlovy Vary 58-98 | 29.10.1977 | Klytaimestra, choť Aigisthova                       |
| Ajax                                | Divadlo V.Nezvala Karlovy Vary 58-98 | 24.9.1977  | Matka                                               |
| Bosé nohy v parku                   | Divadlo V.Nezvala Karlovy Vary 58-98 | 4.6.1977   | Corrina                                             |
| Věčný manžel                        | Divadlo V.Nezvala Karlovy Vary 58-98 | 5.2.1977   | Zachlebininová                                      |
| Mirandolina                         | Divadlo V.Nezvala Karlovy Vary 58-98 | 16.10.1976 | Ortensia                                            |
| Ďábel v Bostonu                     | Divadlo V.Nezvala Karlovy Vary 58-98 | 11.9.1976  | Goodwife Oliverová                                  |
| Platon Krečet                       | Divadlo V.Nezvala Karlovy Vary 58-98 | 16.4.1976  | Marie Krečetová                                     |
| Ženitba                             | Divadlo V.Nezvala Karlovy Vary 58-98 | 4.3.1976   | Arina Pantělejmonovna                               |
| Bezvýznamná žena                    | Divadlo V.Nezvala Karlovy Vary 58-98 | 15.1.1976  | Lady Hunstantonová                                  |
| Eurydika                            | Divadlo V.Nezvala Karlovy Vary 58-98 | 23.10.1975 | Matka                                               |
| A tisíce jiných                     | Divadlo V.Nezvala Karlovy Vary 58-98 | 22.2.1975  | Komentátor                                          |
| Šťastný den                         | Divadlo V.Nezvala Karlovy Vary 58-98 | 7.12.1974  | Sandyrevová                                         |
| Zájezdní hostinec (Kulička)         | Divadlo V.Nezvala Karlovy Vary 58-98 | 20.4.1974  | Hraběnka de Bréville                                |
| Člověk nikdy neví                   | Divadlo V.Nezvala Karlovy Vary 58-98 | 2.3.1974   | Paní Lanfrey Clandonová                             |
| Valentin a Valentina                | Divadlo V.Nezvala Karlovy Vary 58-98 | 8.12.1973  | Valentinina matka                                   |
| Jak najít svou formu aneb Leon      | Divadlo V.Nezvala Karlovy Vary 58-98 | 13.10.1973 | Sedmikráska                                         |
| Rozhodně správná koupel             | Divadlo V.Nezvala Karlovy Vary 58-98 | 24.8.1973  | Marina                                              |
| Povolání pro anděly                 | Divadlo V.Nezvala Karlovy Vary 58-98 | 20.4.1973  | Rajna                                               |
| Matka                               | Divadlo V.Nezvala Karlovy Vary 58-98 | 3.3.1973   | Matka                                               |
| Strakonický dudák                   | Divadlo V.Nezvala Karlovy Vary 58-98 | 27.1.1973  | Lesana                                              |
| Pygmalion                           | Divadlo V.Nezvala Karlovy Vary 58-98 | 7.10.1972  | Paní Higginsová                                     |
| Pěšky do Eldoráda                   | Divadlo V.Nezvala Karlovy Vary 58-98 | 2.9.1972   | Taťana Ivanovna                                     |
| Višňový sad                         | Divadlo V.Nezvala Karlovy Vary 58-98 | 8.4.1972   | Ljubov                                              |
| Ženský boj                          | Divadlo V.Nezvala Karlovy Vary 58-98 | 11.12.1971 | Bořena                                              |
| Periferie                           | Divadlo V.Nezvala Karlovy Vary 58-98 | 23.10.1971 | Paní                                                |
| Konec vše napraví                   | Divadlo V.Nezvala Karlovy Vary 58-98 | 18.9.1971  | Hraběnka z Rousillonu                               |
| Živnost paní Warrenové              | Divadlo V.Nezvala Karlovy Vary 58-98 | 5.6.1971   | Paní Kitty Warrenová                                |
| Zlatý kočár                         | Divadlo V.Nezvala Karlovy Vary 58-98 | 7.11.1970  | Marja Sergejevna Sčelkanová                         |
| Volá Melbourne                      | Divadlo V.Nezvala Karlovy Vary 58-98 | 12.9.1970  | Joyce, žena Clive Wandhama                          |
| Evžen Oněgin                        | Divadlo V.Nezvala Karlovy Vary 58-98 | 4.7.1970   | Kněžna                                              |
| Kůň ve mdlobách                     | Divadlo V.Nezvala Karlovy Vary 58-98 | 6.6.1970   | Felicity Chesterfieldová, Priscilla Chesterfieldová |
| Nebe na zemi                        | Divadlo V.Nezvala Karlovy Vary 58-98 | 21.3.1970  | Catastrofa                                          |
| Kouzlo domova                       | Divadlo V.Nezvala Karlovy Vary 58-98 | 6.12.1969  | Slečna Montmorencyová                               |
| Tartuffe                            | Divadlo V.Nezvala Karlovy Vary 58-98 | 17.9.1969  | Elmíra, druhá manželka Orgonova                     |
| Julie, ty máš nápady                | Divadlo V.Nezvala Karlovy Vary 58-98 | 14.6.1969  | Julie Lambertová                                    |
| Černá komedie (Black Comedy)        | Divadlo V.Nezvala Karlovy Vary 58-98 | 19.4.1969  | Slečna Furnivalová                                  |
| Co v detektivce nebylo              | Divadlo V.Nezvala Karlovy Vary 58-98 | 25.1.1969  | Sylvie Bennettová                                   |
| Drahomíra                           | Divadlo V.Nezvala Karlovy Vary 58-98 | 2.11.1968  | Drahomíra                                           |
| Jak se vám líbí                     | Divadlo V.Nezvala Karlovy Vary 58-98 | 21.9.1968  | Kačenka                                             |
| Jan Hus                             | Divadlo V.Nezvala Karlovy Vary 58-98 | 11.9.1968  | Žofie                                               |
| Věc Makropulos                      | Divadlo V.Nezvala Karlovy Vary 58-98 | 11.5.1968  | Emilia Marty                                        |
| Vystěhovalec z Brisbane             | Divadlo V.Nezvala Karlovy Vary 58-98 | 30.3.1968  | Rosa                                                |
| S láskou nejsou žádné žerty         | Divadlo V.Nezvala Karlovy Vary 58-98 | 17.2.1968  | Panna Pluchová                                      |
| Léto a dým                          | Divadlo V.Nezvala Karlovy Vary 58-98 | 20.1.1968  | Bassetová                                           |
| Útěk                                | Divadlo V.Nezvala Karlovy Vary 58-98 | 2.12.1967  | Korzuchinová                                        |
| Svatba pro celou Evropu             | Divadlo V.Nezvala Karlovy Vary 58-98 | 14.10.1967 | Jevdokije Ivanovna, herečka                         |
| Čokoládový hrdina                   | Divadlo V.Nezvala Karlovy Vary 58-98 | 10.9.1967  | Kateřina                                            |
| Farma pod jilmy                     | Divadlo V.Nezvala Karlovy Vary 58-98 | 24.6.1967  | Farmářské matky                                     |
| Tichá noc, osamělá noc              | Divadlo V.Nezvala Karlovy Vary 58-98 | 22.4.1967  | Katherine                                           |
| Kaviár nebo čočka                   | Divadlo V.Nezvala Karlovy Vary 58-98 | 31.12.1966 | Valerie                                             |
| Martin Eden                         | Divadlo V.Nezvala Karlovy Vary 58-98 | 17.9.1966  | Líza Conollyová                                     |
| Pokušitel                           | Divadlo V.Nezvala Karlovy Vary 58-98 | 25.6.1966  | Helena                                              |
| Benátský kupec                      | Divadlo V.Nezvala Karlovy Vary 58-98 | 29.5.1966  | Porcie                                              |
| A co láska….?                       | Divadlo V.Nezvala Karlovy Vary 58-98 | 2.4.1966   | Ellena                                              |
| Jedenácté přikázání                 | Divadlo V.Nezvala Karlovy Vary 58-98 | 29.1.1966  | Tajemná dáma se závojem                             |
| Baskervillský pes                   | Divadlo V.Nezvala Karlovy Vary 58-98 | 20.11.1965 | Laura Lyonsová                                      |
| Anna Karenina                       | Divadlo V.Nezvala Karlovy Vary 58-98 | 6.11.1965  | Kněžna Jelizaveta Tverská                           |
| Podivuhodné příhody pana Pimpipána  | Divadlo V.Nezvala Karlovy Vary 58-98 | 10.10.1965 | Koza Líza                                           |
| Balad z hadrů                       | Divadlo V.Nezvala Karlovy Vary 58-98 | 3.4.1965   | ?                                                   |
| Tramvaj do stanice Touha            | Divadlo V.Nezvala Karlovy Vary 58-98 | 20.2.1965  | ?                                                   |
| Revizor                             | Divadlo V.Nezvala Karlovy Vary 58-98 | 21.11.1964 | ?                                                   |
| Ve vší počestnosti                  | Divadlo V.Nezvala Karlovy Vary 58-98 | 31.10.1964 | Teresa                                              |
| Loupežník                           | Divadlo V.Nezvala Karlovy Vary 58-98 | 3.10.1964  | ?                                                   |
| Maryša                              | Divadlo V.Nezvala Karlovy Vary 58-98 | 12.9.1964  | Maryša                                              |
| Vajíčko                             | Divadlo V.Nezvala Karlovy Vary 58-98 | 27.6.1964  | Róza                                                |
| Člověk pro každé počasí             | Divadlo V.Nezvala Karlovy Vary 58-98 | 16.5.1964  | Lady Alice Morová                                   |
| Nehoda                              | Divadlo V.Nezvala Karlovy Vary 58-98 | 28.3.1964  | Hofmánkova žena                                     |
| Večer tříkrálový aneb Cokoli chcete | Divadlo V.Nezvala Karlovy Vary 58-98 | 29.2.1964  | Marie (alternace)                                   |
| Fyzikové                            | Divadlo V.Nezvala Karlovy Vary 58-98 | 11.1.1964  | Paní misionářová                                    |
| Zvědavé ženy                        | Divadlo V.Nezvala Karlovy Vary 58-98 | 14.12.1963 | Beatrice                                            |
| Konec masopustu                     | Divadlo V.Nezvala Karlovy Vary 58-98 | 2.11.1963  | Paní Pražka                                         |